# 조지 F. 매리언

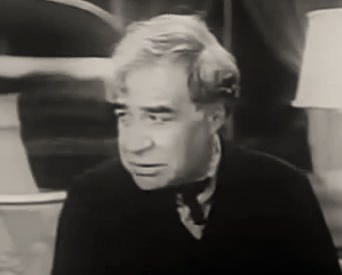

조지 F. 매리언(George F. Marion, 1860년 7월 16일 ~ 1945년 11월 30일)은 미국의 영화 감독, 배우, 안무가, 무대 연출가이다.
샌프란시스코에서 태어났으며 카멀바이더시에서 사망하였다. 사인은 심근 경색이다.

## 영화
- 메트로폴리탄 (1935년)
- 첫 항해 (1933년)
- 세이프 인 헬 (1931년)
- 안나 크리스티 (1931년)
- 어 레이디스 모랄스 (1930년)
- 빅 하우스 (1930년)